# Wojciech Kondratowicz
Wojciech Kondratowicz (né le 18 avril 1980) est un athlète polonais, spécialiste du lancer de marteau.
Son meilleur lancer est de 81,35 m, réalisé le 13 juillet 2003 à Bydgoszcz.
Il a été médaillé de bronze aux Championnats du monde junior à Annecy en 1998, puis médaillé d'argent aux Championnats d'Europe junior à Riga, avant de terminer 4e aux Championnats d'Europe espoirs à Amsterdam.
L'IAAF n'enregistre aucune activité majeure entre 2004 et 2008.